# Phạm Văn Hưng (trung tướng)
Phạm Văn Hưng (sinh năm 1958) là một sĩ quan cấp cao trong Quân đội nhân dân Việt Nam, hàm Trung tướng, nguyên Chánh Thanh tra Bộ Quốc phòng

## Thân thế binh nghiệp
Năm 2011, ông được bổ nhiệm giữ chức Phó Bí thư Đảng ủy, Tư lệnh Quân đoàn 2
Năm 2015, ông được bổ nhiệm giữ chức Chánh Thanh tra Bộ Quốc phòng
Tháng 9 năm 2018, ông nghỉ hưu
Thiếu tướng (2012), Trung tướng (2017)